# Minturno
Minturno és un municipi italià de la regió del Laci, anomenat a l'antiguitat Minturnae i durant un temps Traetto.

## Situació

### Geografia
La ciutat de Minturno està situada al sud del vessant costaner dels Monts Auruncs. Les seves platges són banyades per la mar Tirrena i s'estenen fins a la desembocadura del riu Garigliano. La zona on es concentra la població abasta des de l'antic turó medieval anomenat Traetto fins a les urbanitzacions costaneres de Scauri i de Marina.
En el límit amb el municipi veí de Santi Cosma e Damiano transcorre el riu Ausente el darrer dels afluents del Garigliano. Una part de l'espai no habitat de Minturno pertany a dues àrees naturals protegides per l'estat italià anomenades Riviera di Ulisse i "Parco regionale di Gianola e del Monte di Scauri".
El municipi està situat en el trajecte de la línia ferroviària que va de Roma a Nàpols passant per Fòrnia; el nom de l'estació és Minturno-Scauri.
Aquest enclavament geogràfic té la classificació 3A pel que fa als estudis sísmics.

### Localitats veïnes
Minturno limita amb els següents municipis: Coreno Ausonio, Formia, Santi Cosma e Damiano, Sessa Aurunca, Spigno Saturnia

## Organització
Minturno pertany a la província Latina i a la regió del Laci.
Està subdividida en els següents districtes: Marina, Pulcherini, Santa Maria Infante, Scauri, Tremensuoli, Tufo.

## Toponímia
El nom de Minturnae, en els textos grecs Μιντοῦρναι, segons alguns estudiosos deriva de Minotaure, el déu monstre de l'antiga Creta, i per tant, tindria relació amb la dominació grega del Mediterrani que incloïa colònies a la península italiana. Segons una altra proposta, el nom de la ciutat seria el resultat de la unió de l'arrel (mant-, ment-, mint-) i del sufix (-rno) totes dues parts d'origen tirrènic o preari. Prenent com a mot de referència "Volturno", es dedueix la composició min+turn, min(de significat desconegut) i turn(amb el significat: «a la vora del riu»). També hi ha historiadors locals que han investigat l'etimologia de Minturno i han proposat que la paraula sigui de procedència etrusca, on Mintur («sol resplendent»); o potser es tracta de la contracció dels mots hebreus Menath-ur («de foc») idènticament al Minotaure de Creta, illa volcànica per excel·lenza.

## Història

### Minturnae
La ciutat de Minturnae estava situada en un punt de la via Àpia, en les proximitats del riu Garigliano. Els seus orígens es remunten a un nucli de població de la tribu dels auruncs, segons sembla procedents de la Pentapoli Aurunca. A la rodalia hi havia una bosc sagrat i una cova que els nadius deien que estava habitada per la nimfa Marica Laurentia i en el seu honor, cap a finals del segle VI C, van construir un temple de tuf que, al segle I fou refet pels romans.

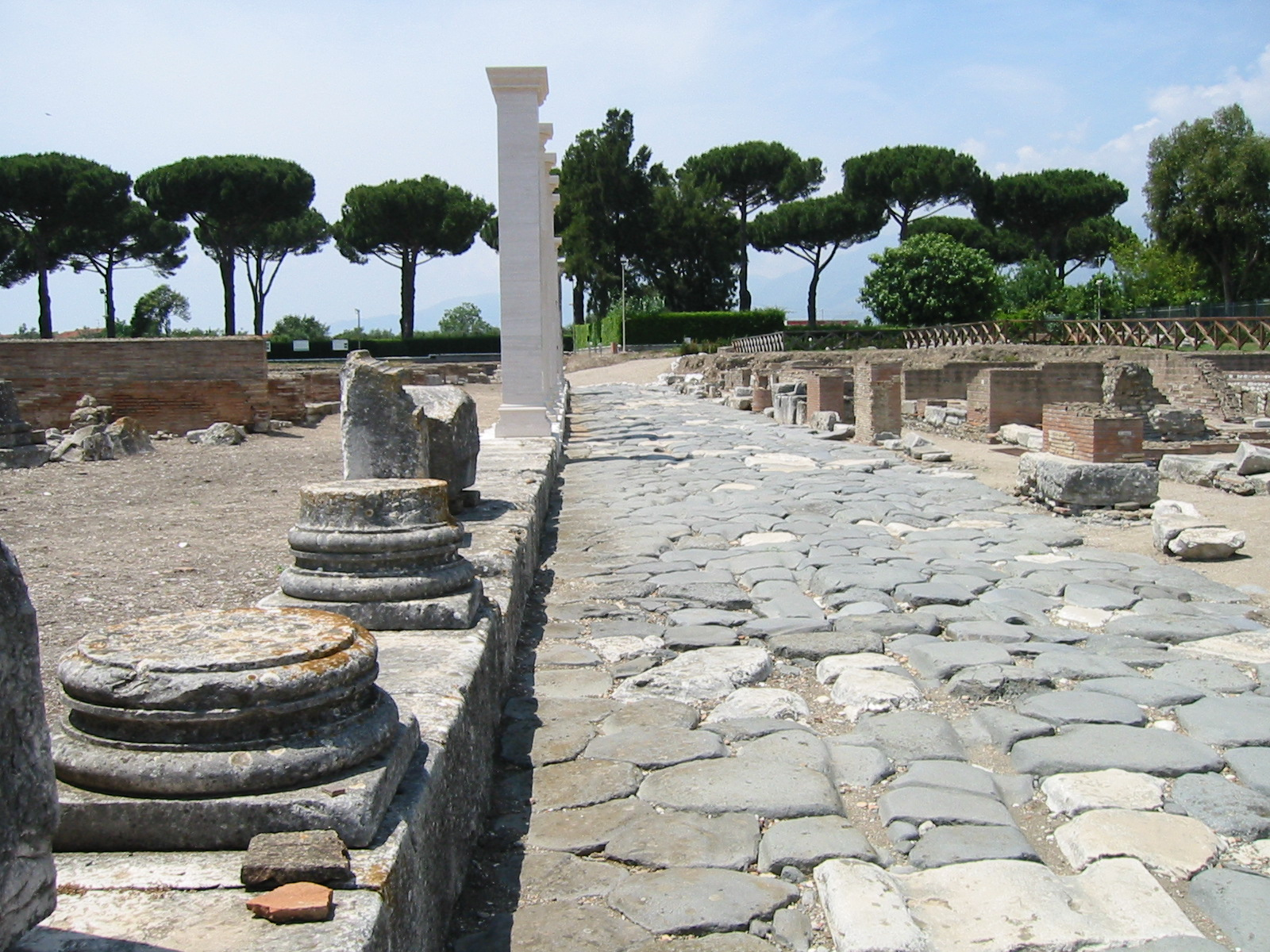
La via Àpia al seu pas per Minturnae

Entre el 340 i el 338 aC fou refugi dels llatins després de ser derrotats a la Campània.
El 296 aC els auruncs van ser vençuts pels romans i van prendre possessió del territori de Minturnae. Aquí van fundar una colònia romana, amb gran aprofitament agrícola i amb la construcció de diverses vil·les rústiques. Aquesta colònia ocupava també el territori de la ciutat de Sinuessa, i les dues eren anomenades "coloniae maritimae".
A la Segona Guerra Púnica Minturnae i Sinuessa van intentar escapolir-se de donar proveïment i contingents als romans, i ho van provar altre cop durant la guerra contra Antíoc III el Gran el 191 aC.
L'any 88 aC el cònsol Gai Mari es va voler refugiar al bosc sagrat de Minturnae, fugint de la persecució de Sul·la, però va ser capturat pels magistrats locals. Després van manar un esclau cimbri perquè el matés però Mari va matar l'esclau i va aconseguir fugir.
Durant el temps d'August la colònia va rebre nous colons i reforços això també va passar amb Cal·lígula. La ciutat va ser probablement destruïda pels longobards, els quals van atacar la regió entre el 580 i el 590.

### Traetto

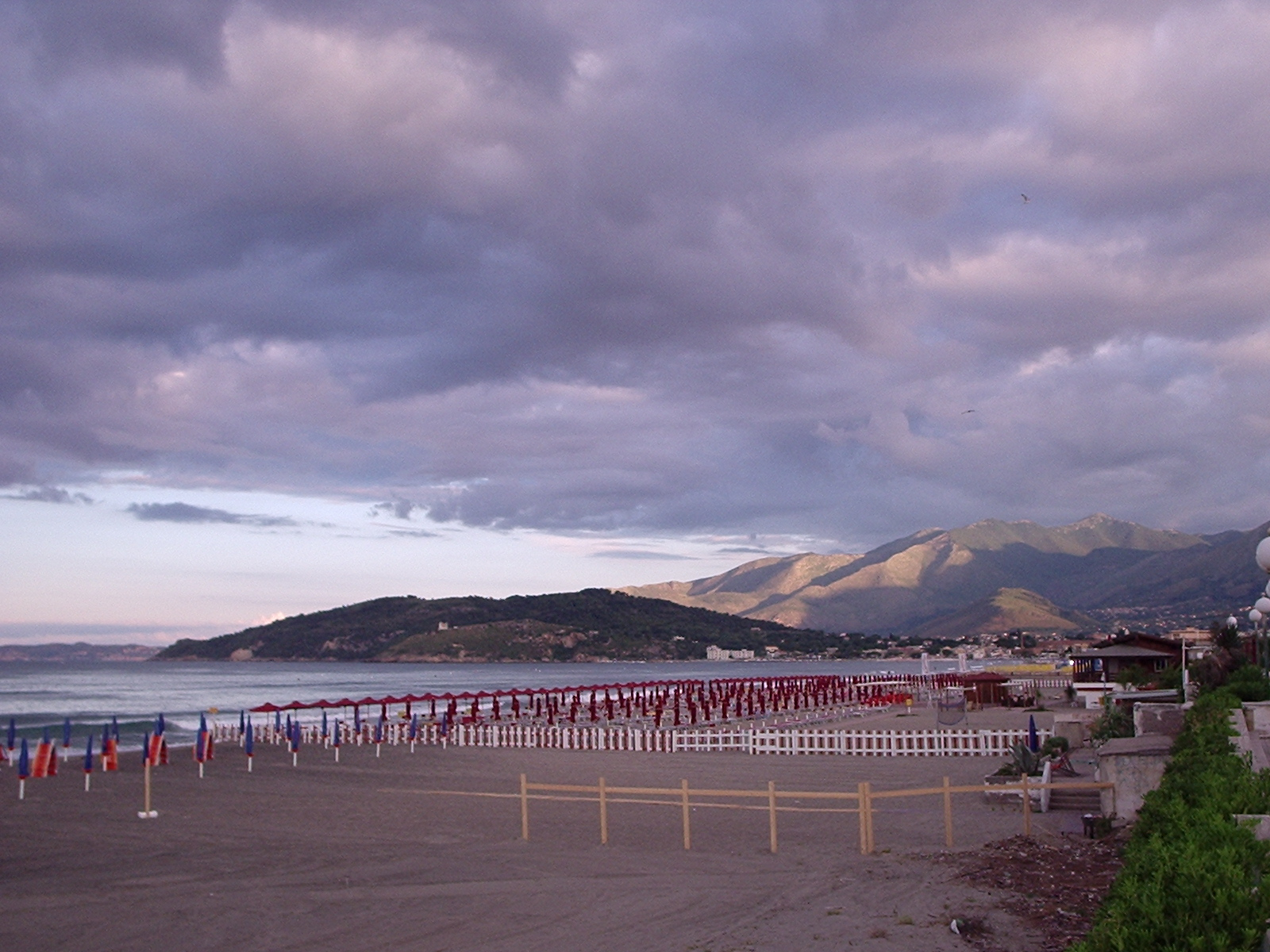
Platja de Scauri amb el mont Aurunci al fons

A causa de la destrucció de Minturnae els veïns es van refugiar al turó de Traetto, el nom deriva d'un mitjà e transport fluvial (traetto) que habitualment comunicava ambdues ribes del riu. D'aquests pocs refugiats va sorgir al segle viii el Patrimonium Traiectum, és a dir, la ciutat va esdevenir el centre d'un latifundi gestionat per un diaca que depenia directament del Papa. La ciutat va ser emmurallada, però malgrat les precaucions va ser destruïda el 883 pels sarraïns provinents de Sicília, els quals s'hi van establir. Més tard la ciutat va ser expulsada de la lliga el 915 pel Papa Joan X. Va passar després sota control del municipi de Gaeta. En aquest període va ser atacada pels magiars. A finals de s.X va passar a ser feudatària de l'abadia de Montecassino. El 1061 l'abat Dauferio va atorgar la carta de llibertat a la ciutat.
Després van ser envaïts pels normands procedents de Sicília i van quedar sota propietat de la família Aquila, emparentats amb la família reial d'Altavilla. El 1299 va passar per matrimoni a la família Caetani quan van esdevenir titulars del comtat de Fondi, del qual n'era part el municipi de Traetto. El 1497 el rei Frederic III de Nàpols va donar la ciutat a Prospero Colonna després d'haver-li confiscat a l'anterior propietari per la rebel·lió d'Onorato Gaetani dell'Aquila, primer duc de Traetto. Els Colonna van mantenir la possessió de Traetto fins al 1570 any de la mort d'Isabel filla de Vespasià Colonna i neta de Prospero Colonna. Successivament va passar a Vespasiano I Gonzaga duc sobirà de Sabbioneta, fill d'Isabel Colonna i després per herència a la branca dels Carafa di Stigliano, essent Anna l'última d'aquesta branca i llavors va passar al seu fill Nicolau de Guzman, el qual en morir sense descendència el 1689 va deixar les terres a la corona. Del 1690 al 1806, any en què fou abolit el sistema feudal, la ciutat fou governada pel comte Carafa de Traetto de la família Spina.

Durant l'ocupació napoleònica, el dia de la Pasqua del 1799, fou assaltada i espoliada per les tropes francopoloneses. A l'ocupació s'hi va oposar l'heroi popular conegut amb el sobrenom de Fra Diavolo i com a conseqüència van morir 349 ciutadans.
El 13 de juliol del 1879 Traetto va tornar a prendre l'antic nom de Minturno.

### Medalla d'or
El 3 d'agost del 1998, la ciutat va rebre la medalla al mèrit civil pels esdeveniments durant la Segona Guerra Mundial. Situada darrere la línia Gustav d'ocupació hitleriana, va ser escenari de duríssimes batalles i violents bombardeigs. Els ciutadans van ser víctimes de la represàlia dels alemanys durant la seva retirada.

## Monuments i llocs d'interès

### Arquitectura religiosa

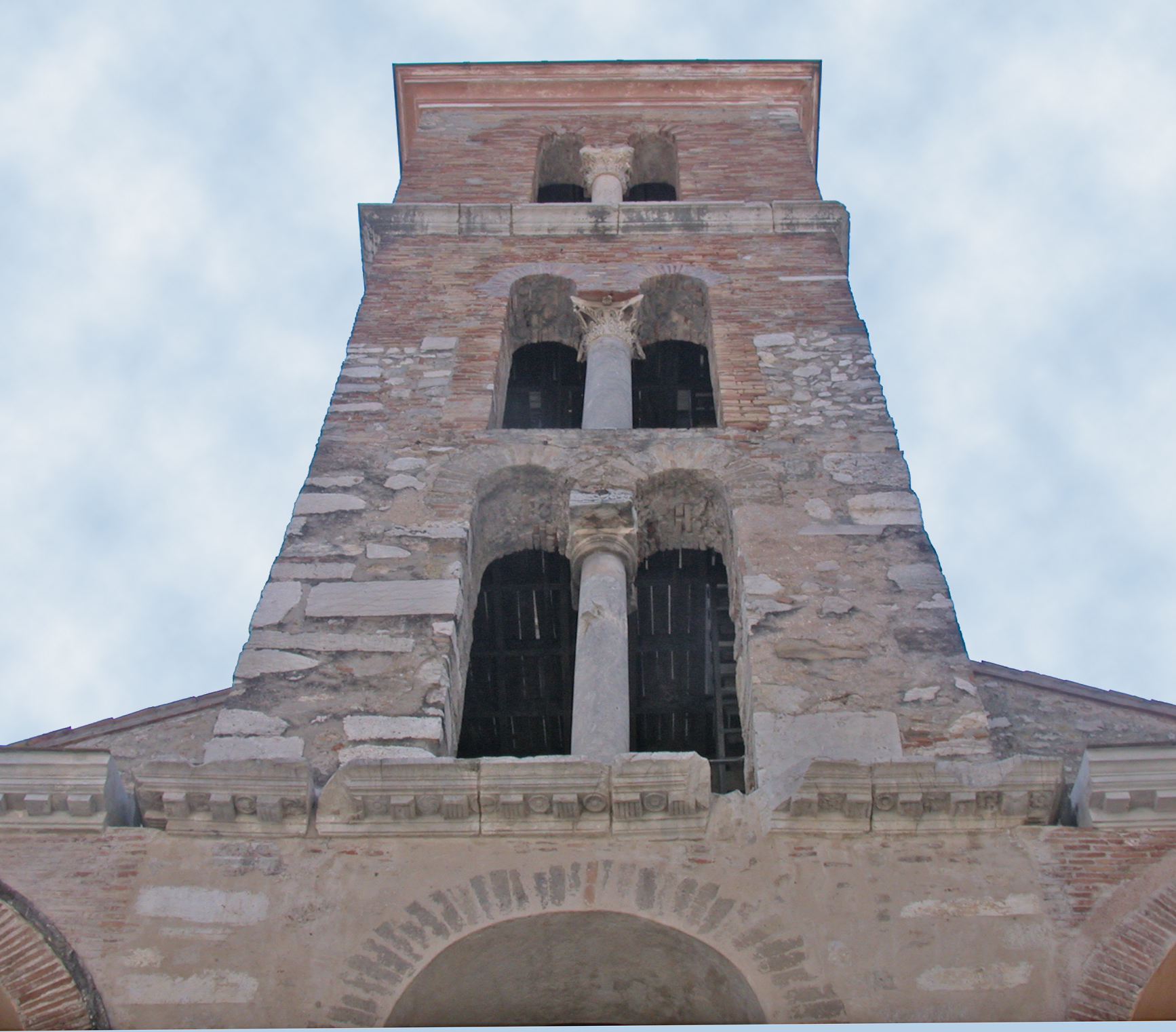
Campanar e l'església de sant Pere

- Església de Sant Pere, construïda als segles xi i xii.
- Església de Sant Francesc, construïda vers el 1363 per la família Caetani. A la paret de la dreta hi ha una imatge de la Madonna delle Grazie (Mare de Déu de Gràcia), patrona de la localitat.
- Església de l'Anunciació, del s. XIV. Fou malmesa per un atac de pirates turcs el 1552, per les tropes napoleòniques el 1799 i per un incendi el 1888. Es va tornar a obrir al culte 1931 i declarat temple votiu dels minturnesos morts durant la Primera Guerra Mundial, amb una restauració confiada a Pietro Fedele, historiador i ministre d'institucions públiques entre 1925-28.

### Arquitectura civil
- El pont penjant sobre el Garigliano,[4] el primer realitat a Itàlia d'aquest estil, encomanat pels Borbons, projectat per l'enginyer Luigi Giura i inaugurat el 1832.
- Restes de la muralla que donen a l'antiga via Àpia, passant per l'església parroquial de la Immaculada i per una fàbrica d'estampació anomenada Cartiera di Scauri. Aquesta construcció fou citada per l'escriptor Johann Wolfgang von Goethe en la seva monografia dedicada al pintor Jacob Philipp Hackert. La planta produïa fulls fins molt preuats per la calcografia i els segells reials.

### Arquitectura militar
- El castell del segle IX .
- Hi ha dues tores de vigilància costanera: l
  - La "Torre dei Molini" («Torre dels Molins»), del segle xiv situada i la urbanització de Scauri, dins l'àrea natural protegida del parc regional Riviera di Ulisse., si trovano la "Torre dei Molini" (XIV secolo),eriida amb pedra procedent de la mola de Capodacqua (Assís)
  - La "Torre Quadrata" o "dei Cavallari", («Torre qudrada o dels genets»), situada sobre un pujol anomenat "Monte d'Oro" i construïda amb posterioritat a l'altra (segle xvi).

### Jaciments arqueològics
- Les ruïnes de l'antiga Minturnae estan a prop de la urbanització Marina. Inclouen :
  - Un gran teatre del s. I i amb espai per a 4000 espectadors. Amb algunes reparacions es va tornar a inaugurar el 1960 per fer teatre a l'aire lliure.
  - El Decumanus maximus que travessava la ciutat formava part de la via Àpia, estava construït amb blocs de lava basàltica i és encara avui dia distingible.
  - El fòrum del segle ii aC.
  - Un temple anomenat Capitolium, dedicat a Júpiter, Juno i Minerva.
  - Un macellum («zona de mercat») amb tabernae («botigues sota cobert»).
  - Un centre termal del segle ii.
  - Restes d'un aqüeducte prop de la via Àpia.
  - Un museu arqueològic amb escultures, monedes, estàtues votives. Aquest museu seria més interessant si Laval Nugent, comandant de l'exèrcit borbònic, no l'hagués privat d'unes 158 escultures el 1820.

Algunes restes arqueològiques de l'antiga Minturnae es troben en altres museus: el de Zagabria (Croàcia), el de Filadèlfia (EUA) i el de Nàpols.
- Les ruïnes de l'antiga Pirae (Πίραι en grec), una antiga colònia grega situada a prop de la part vella urbanització de Scauri. Són visibles encara:
  - Un tram dels anomenats "Murs Megalítics", dels segles V-IV aC,
  - Una portalada urbana dels segles VII o VI aC., que du a un criptopòrtic amb volta de canó.

Aquestes restes són de propietat privada però es troben dins l'àrea natural protegida de "Gianola-Monte di Scauri", que forma part del Parc Regional "Riviera di Ulisse".
- Restes de la vil·la del cònsol romà Marc Emili Escaure. Destaca una porta de doble arcada, que porta a un passadís decorat amb pintures murals pertanyents al tercer estil pompeià, i set arcades cegues (segle II-I aC) emprades potser per a posar-hi estàtues.

## Societat

### Evolució demogràfica
La demografia ha estat estudiada des de 1861, quan hi havien 7.134 habitants censats. La població ha anat augmentant progressivament fins a arribar a 19.472 hab el 2011, és a dir una ciutat de mida mitjana.

### Idioma
El dialecte italià parlat a Minturno deriva del napolità i ha influït en la seva variant standard sobretot a nivell prosòdic. Alguns elements lexicals e morfològics procedeixen de la campània, però estan barrejats amb elements del dialecte ciociaro (de la Itàlia central) i, en forma minoritària, del dialecte romà

### Festes Tradicionals

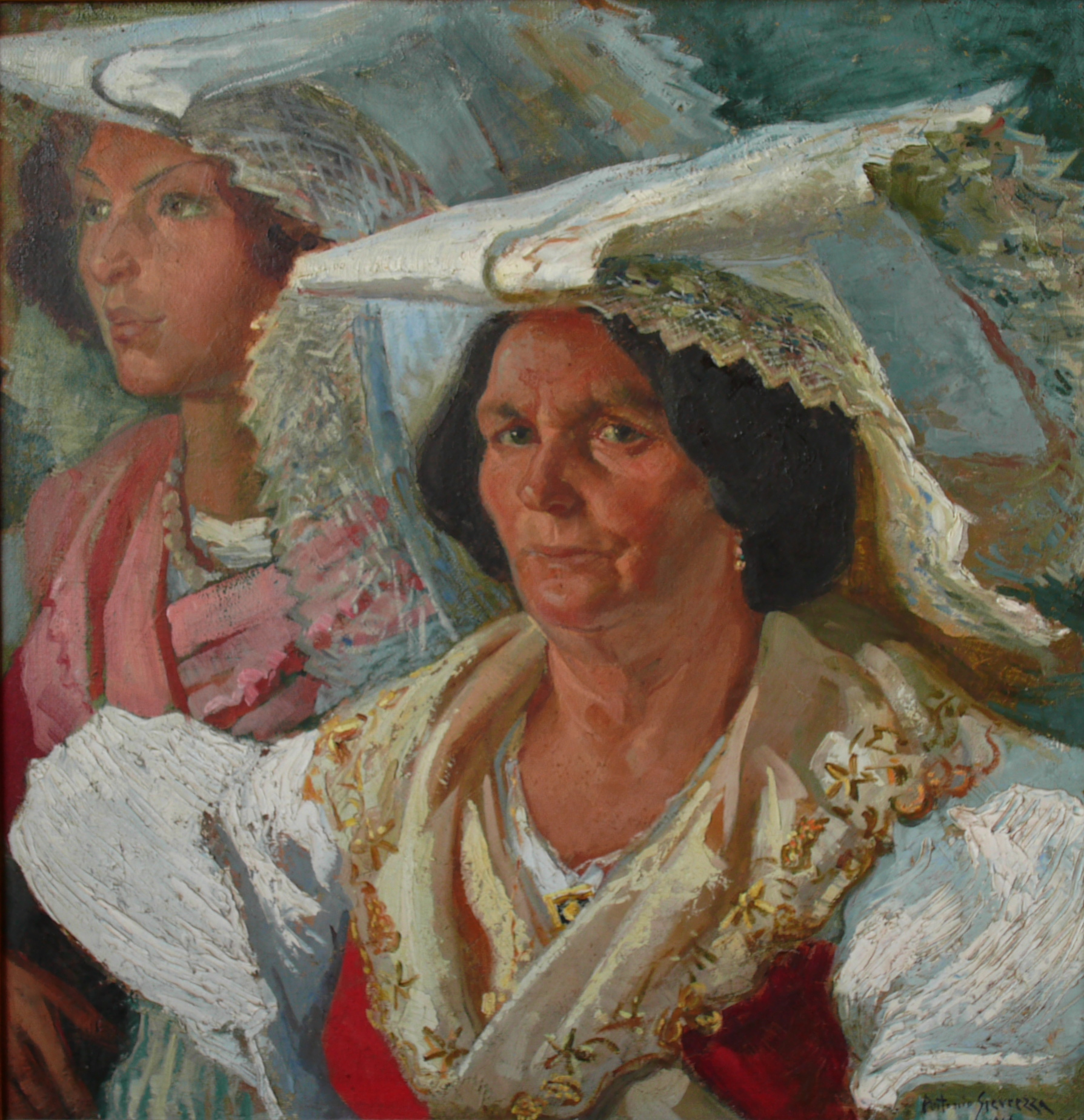
"Retrat de pagesa", obra d'Antonio Sicurezza, exposada al palau municipal de Minturno

- La Sagra delle Regne, és una manifestació religiosa dedicada a la Madonna delle Grazie, el segon diumenge de juliol. Antigament era una festa pagana dedicada als déus protectors de la terra. A partir de l'edat mitjana va adquirir significat cristià, però encara no tenia la importància que actualment se li dona a la collita de cereal, de la qual se'n reparteixen grans entre els pressents. La paraula regne deriva del terme llatí gremia («feixos de blat»).
- El Carnaval de Scauri, amb una desfilada el dimarts.
- Fira medieval, la primera setmana e maig.
- Via crucis per les ruïnes de l'antiga ciutat romana.
- Representació de la Passió de Crist al districte de Pulcherini, el divendres sant.
- Festa de la Pacchiana a la urbanització Marina, a mitjan juliol.
- Festa di Sant Nicandro Màrtir al districte de Tremensuoli, el segon diumenge d'agost.
- Festa de Maria delle Grazie, l'1 de setembre.
- Festa a Santa Maria Infant, la primera setmana de setembre.
- Festa del naixement de la Verge Maria al districte de Scauri, el 8 de setembre.
- Mostra de pessebres, artesania i antiquaris, en la fira anomenada "Natale al Castello", els primers deu dies de desembre.
- Un pessebre vivent.

### Festes no tradicionas
- Festival del Sud Pontino, una trobada internacional de grups folklòrics, celebrada la primera meitat d'agost.
- Festa del Mar: passeig de barques amb torxes, jocs esportius, espectacles musicals, focs d'artifici i Premi "Marco Emilio Scauro " al turista veterà. Celebrat el tercer cap de setmana d'agost.
- Visioni Corte:Festival internacional de curtmetratges independents, celebrat a l'octubre.

### Famosos relacionats amb Minturno
- Marc Emili Escaure, senador i cònsol romà propietari d'una vil·la a Scauri.
- Gai Mari, general i polític romà, refugiat als boscos de Minturno.
- Plotí, filòsof, mort a Minturno l'any 270.
- Antonio Sebastiani Minturno, bisbe i poeta, nascut a Minturno el 1500.
- Pietro Fedele, historiador i senador, nascut a Minturno el 1873.
- Domenico Tambolleo, sacerdot missioner i poeta, nascut a Minturno el 1884.
- Angelo De Santis, historiador i bibliotecari, nascut a Minturno el 1889.